# Volkswagen Schwimmwagen
Créée par l'ingénieur Ferdinand Porsche, la Volkswagen 166 Schwimmwagen est une voiture amphibie montée sur des éléments mécaniques issus de la Volkswagen Coccinelle. Des réducteurs de roues augmentent la garde au sol et le couple de propulsion, et une prise de force transmet le mouvement au différentiel du train avant, donnant la capacité 4 × 4 en première et marche arrière seulement. Les différentiels sont du type auto-bloquant à galets.
Ce train de roulement et cette transmission ont été aussi installés sur les carrosseries de Kübelwagen et de « Coccinelle » (« Kommandeurwagen »).
Une hélice relevable, connectée au moteur lorsqu'elle est en position basse, permet la propulsion dans l'eau, en marche avant seulement.
La Schwimmwagen était particulièrement bien adaptée au front russe, où les chemins étaient trop boueux pour être accessibles à d'autres véhicules.

## Production et utilisation
La Schwimmwagen a été produite à environ 14 625 exemplaires durant la Seconde Guerre mondiale. L'essentiel de ces véhicules a servi sur le front de l'Est, mais quelques VW 166 ont connu l'Afrika Korps et la Yougoslavie.
Principalement assemblées par des prisonniers de guerre, les carrosseries en tôle soudée qui devaient garantir la flottaison du véhicule étaient parfois volontairement sabotées par des cordons de soudure en zigzag.

## Galerie d'images

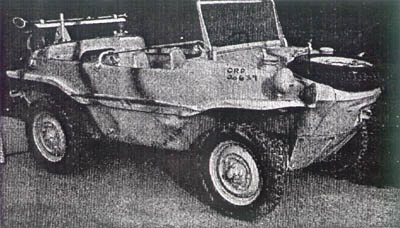
Schwimmwagen de décembre 1944, source : Intelligence Bulletin.
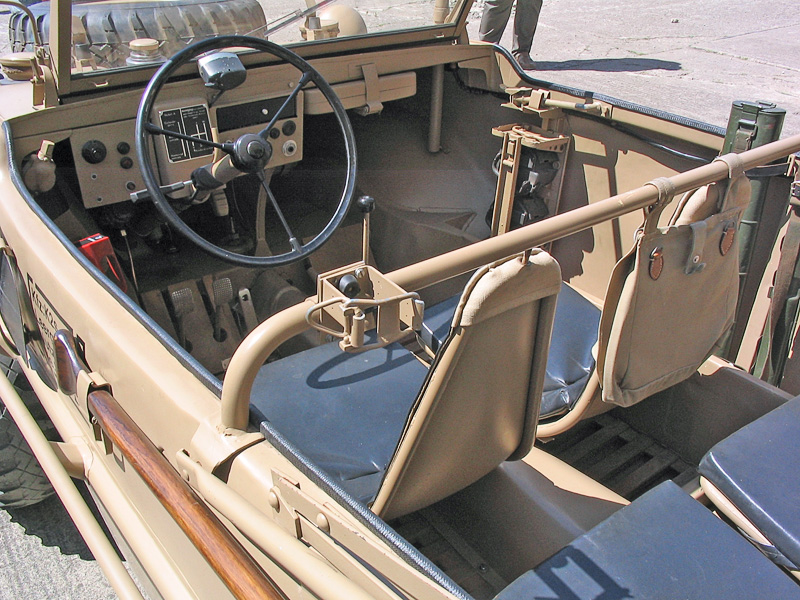
Intérieur.
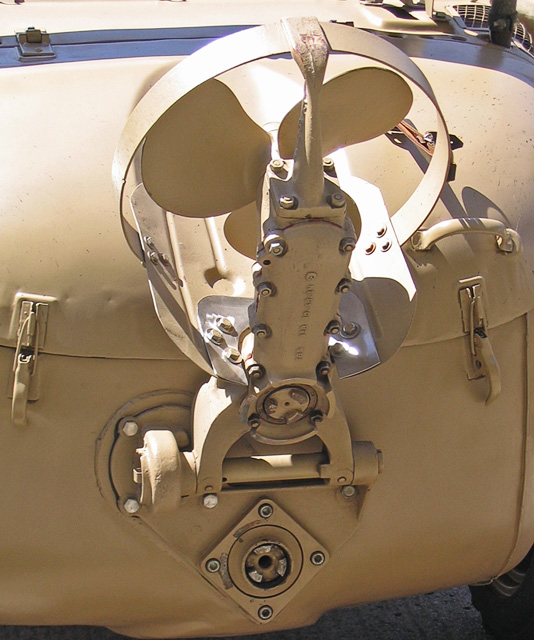
Hélice en position haute.
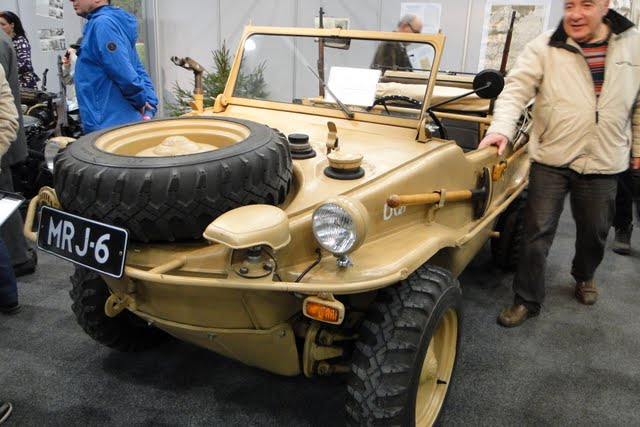
Schwimmwagen, au Lahti Classic Motorshow.